# إيل أندرسون
إيل أندرسون (بالإنجليزية: Elle Anderson)‏ هي دراجة أمريكية، ولدت في 29 مارس 1988 في ستو في الولايات المتحدة.

## وصلات خارجية
- الموقع الرسمي
- إيل أندرسون على موقع الاتحاد الدولي للدراجات (الإنجليزية)
- إيل أندرسون على موقع أرشيف الدراجات (الإنجليزية)
- إيل أندرسون على موقع إحصائيات الدراجات الإحترافية (الإنجليزية)